# Stazione di Pontecosi
La stazione di Pontecosi è una fermata ferroviaria dismessa dal 2002 posta sulla ferrovia Lucca-Aulla a servizio della frazione di Pontecosi del comune di Pieve Fosciana, in provincia di Lucca.

## Storia
La fermata di Pontecosi venne attivata il 15 febbraio 1941.
Venne soppressa nel 2002, in conseguenza dello scarso traffico registrato in relazione all'offerta di corse Trenitalia. Nello stesso anno la fermata risultava impresenziata insieme ad altri 25 impianti situati sulla linea.

## Strutture e impianti
La fermata disponeva di un fabbricato viaggiatori e di una banchina che serviva l'unico binario di corsa della linea.

## Movimento
Fino a prima della chiusura, la fermata era interessata solo da treni regionali giornalieri.

## Servizi
La fermata disponeva di:
- Biglietteria a sportello
- Sala d'attesa